# Georg Lichtenheld
Georg Kaspar Lichtenheld (* 16. Januar 1877 in Steinbach-Hallenberg; † 1. Januar 1950 in Wiesbaden) war ein deutscher Veterinär im Dienst der Kolonialverwaltung von Deutsch-Ostafrika.

## Lebensweg
Georg Lichtenheld wurde geboren als Sohn von Johannes und Marie Magdalene Lichtenheld, geborene Holland-Cunz.
1900 wurde er in Dresden als Veterinärmediziner approbiert und 1903 an der Universität Leipzig zum Dr. Phil. promoviert. Seine Dissertation Über die Fertilität und Sterilität der Echinokokken bei Rind, Schwein, Schaf und Pferd wurde 1904 in Jena veröffentlicht. Zu dieser Zeit war er kurzzeitig Assistent von Wilhelm Schütz. Er trat 1905 in den Kolonialdienst ein und arbeitete als Assistent von Robert Koch in Deutsch-Ostafrika. 1908 berichtete er in der Zeitschrift für Hygiene und Infektionskrankheiten über Kochs Forschungen zum Ostküstenfieber in diesem Gebiet.
Bis 1909 bekleidete Lichtenheld die Position des Cheftierarztes in Daressalam, wo er von Arnold Theiler besucht wurde. Im selben Jahr besuchte er Südafrika und verbrachte einige Zeit in den Veterinary Bacteriological Laboratories of Transvaal (später Veterinary Research Institute) in Onderstepoort. Theiler bat ihn, einige Experimente durchzuführen, um festzustellen, ob die Komplementärfixierung bei der Afrikanischen Pferdepest und dem Ostküstenfieber verwendet werden könnte. Die Experimente wurden unter Mitwirkung von H. Sieber durchgeführt, waren aber zum Zeitpunkt der Abreise Lichtenhelds noch nicht abgeschlossen. Er berichtete über diese Arbeit in einer Vorläufigen Mitteilung über die Komplementärfixierung bei Pferdepest und Ostküstenfieber, die im Report of the Government Veterinary Bacteriologist (Transvaal) (Bericht des staatlichen Veterinärbakteriologen) für 1909–1910 veröffentlicht wurde.
Im August 1909 reisten Lichtenheld und Theiler, inzwischen auch privat befreundet, gemeinsam nach Europa.
Kurz nach seinem Besuch in Südafrika veröffentlichte Lichtenheld einen Aufsatz mit dem Titel Beobachtungen über eine dem bösartigen Katarrhalfieber der Rinder ähnliche Krankheit in Deutsch-Ostafrika in der Zeitschrift für Infektionskrankheiten, parasitäre Krankheiten und Hygiene der Haustiere (1910). Weitere Veröffentlichungen von ihm befassten sich mit Nagana (1910, 1912) und verschiedenen Rinderseuchen in Deutsch-Ostafrika (1910, 1913).
Lichtenheld kehrte am 16. Juli 1910 nach Deutsch-Ostafrika zurück und wurde zum Medizinalreferenten ernannt. Ab Juni 1911 war er dann Leiter des Veterinärwesens der Kolonie. Vom 12. Februar bis zum 17. August 1913 hielt er sich zu Forschungszwecken in Deutsch-Südwestafrika auf. Bei Ausbruch des Ersten Weltkriegs war Lichtenheld für die Fleischversorgung der Schutztruppe zuständig. Am 17. November 1917 geriet er bei Luatalla in britische Kriegsgefangenschaft und wurde später in Sidi Bishr bei Alexandria interniert. 1919 kehrte er nach Deutschland zurück.
Er lebte nach seiner Rückkehr in Wiesbaden, wo ihn Theiler und seine Frau 1928 und erneut 1936 bei Aufenthalten in Deutschland besuchten. Lichtenheld starb am Neujahrstag 1950 wenige Tage vor seinem 73. Geburtstag in seiner Wiesbadener Wohnung. Er war seit 1920 mit Henriette, geborene Schmidt, verheiratet.